# Untergiesing-Harlaching
Untergiesing-Harlaching is een stadsdeel (Duits: Stadtbezirk) van de Duitse stad München, hoofdstad van de deelstaat Beieren.
Untergiesing-Harlaching ligt in het uiterste zuiden van München. Het stadsdeel wordt ook aangeduid als Stadtbezirk 18. De zuidelijke grens van het stadsdeel is de gemeentegrens van de stad München met het Perlacher Forst, een gemeentevrij bosgebied, en een korte grens van enkele honderden meters met de gemeente Grünwald, deel van Landkreis München. In het westen grenst het stadsdeel aan het Stadtbezirk Thalkirchen-Obersendling-Forstenried-Fürstenried-Solln, in het noordwesten aan Sendling, in het noorden aan Au-Haidhausen en in het oosten aan Stadtbezirk Obergiesing-Fasangarten.
Eind 2018 woonden er in het 8,06 km² grote Stadtbezirk 53.184 inwoners. De belangrijkste woonkernen zijn min of meer van noord naar zuid Untergiesing, Siebenbrunn, Giesing, Neuharlaching en Harlaching.
Het stadsdeel ligt op de rechteroever van de Isar die ook de westelijke grens van het Stadtbezirk vormt. Aan die oever ligt ook Tierpark Hellabrunn. Iets noordelijk ligt ook het Städtisches Stadion an der Grünwalder Straße, derde grootste voetbalstadion van München en thuishaven van TSV 1860 München. Het stadion wordt ook gebruikt door het tweede elftal, en de jeugdelftallen van FC Bayern München, die hier zelf met het eerste elftal ook speelden van 1925 tot 1972.
Het oostelijk deel van het Stadtbezirk wordt bediend door de zuidelijke tak van de metrolijn U1 van de U-Bahn met van noord naar zuid de metrostations Candidplatz, Wettersteinplatz en St.-Quirin-Platz in Untergiesing en het terminusmetrostation Mangfallplatz in Harlaching. Het gebied wordt niet bediend door de S-Bahn.

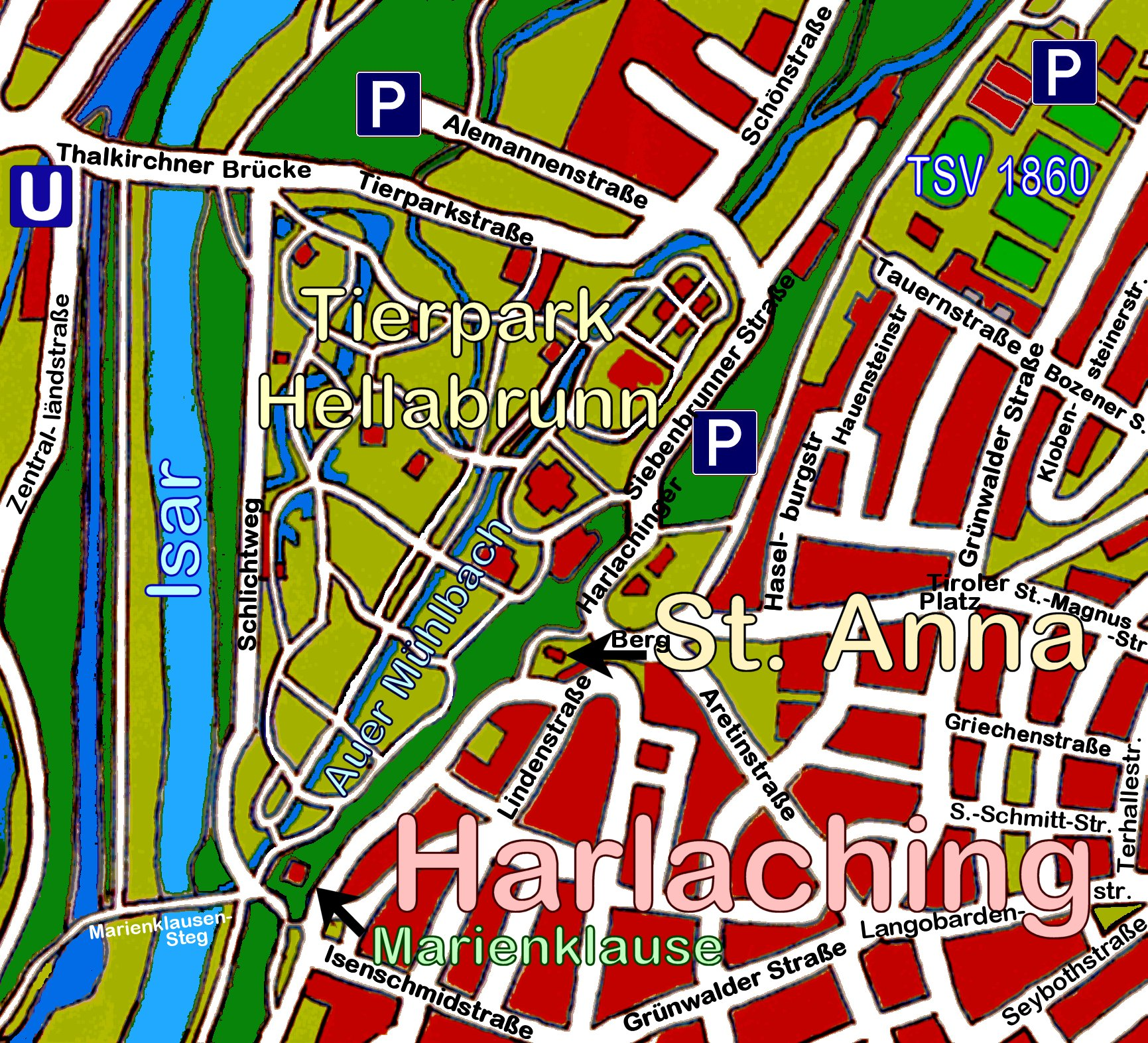
Kerngebied van Harlaching

Allach-Untermenzing · 
Altstadt-Lehel · 
Au-Haidhausen · 
Aubing-Lochhausen-Langwied · 
Berg am Laim · 
Bogenhausen · 
Feldmoching-Hasenbergl · 
Hadern · 
Laim · 
Ludwigsvorstadt-Isarvorstadt · 
Maxvorstadt · 
Milbertshofen-Am Hart · 
Moosach · 
Neuhausen-Nymphenburg · 
Obergiesing-Fasangarten · 
Pasing-Obermenzing · 
Ramersdorf-Perlach · 
Schwabing-Freimann · 
Schwabing-West · 
Schwanthalerhöhe · 
Sendling · 
Sendling-Westpark · 
Thalkirchen-Obersendling-Forstenried-Fürstenried-Solln · 
Trudering-Riem · 
Untergiesing-Harlaching